# Toots and Casper
Toots and Casper est un comic strip humoristique créé par l'Américain Jimmy Murphy et diffusé dans la presse américaine par King Features Syndicate de 1918 à 1956.
Cette bande dessinée décrit la vie quotidienne de Casper Hawkns, son épouse Toots et leur enfant Buttercup (à partir de 1920), famille incarnant le Rêve américain. Très populaire dans l'entre-deux-guerres, Toots and Casper a été diffusé quotidiennement jusqu'en 1951 et le dimanche jusqu'en décembre 1956.